# Jimmy Allen (cầu thủ bóng đá, sinh 1913)
James Allen (18 tháng 8 năm 1913 – 1979) là một cầu thủ bóng đá, từng thi đấu cho Stakeford Albion, Huddersfield Town và Queens Park Rangers và Clapton Orient. Ông sinh ra ở Amble, Northumberland.